# 왕타오 (바둑 기사)
왕타오(중국어: 汪涛, 병음: Wang Tao, 한자음: 왕도, 1990년 4월 12일 ~ )는 중화인민공화국의 바둑 기사이다. 허난성 뤄양시 출신으로 중국기원 소속의 6단이다.

## 경력
중국 허난성 뤄양시에서 태어났다. 5세 경부터 바둑에 입문하여 2005년 프로 바둑에 입단했다. 2009년과 2010년, 2012년 갑조리그에 쑤보얼 항저우팀으로 참가했다. 2010년 제15회 삼성화재배 월드 바둑마스터스 예선에서 이용수와 쑨리, 왕시를 차례로 누르고 본선 32강에 진출했다. 본선에서 강유택을 꺾고 야마시타 게이고에 졌지만 강유택에게 다시 승리하여 본선 16강에 올랐지만 허영호에게 패해 탈락했다. 2014년 6단으로 승단했다. 2015년 제2회 몽백합배 세계 바둑 오픈전 예선에서 양이와 리청선, 장타오를 연이어 물리치고 본선 64강에 올랐지만 쿵제에게 패해 탈락했다. 2017년 제3회 몽백합배 예선에서 김창훈와 윤준상, 한이저우를 누르고 본선 64강에 진출했다. 이어 당이페이와 다카오 신지를 연이어 물리치고 16강까지 올랐지만 판윈뤄에게 패했다.